# Alex White (Politiker)

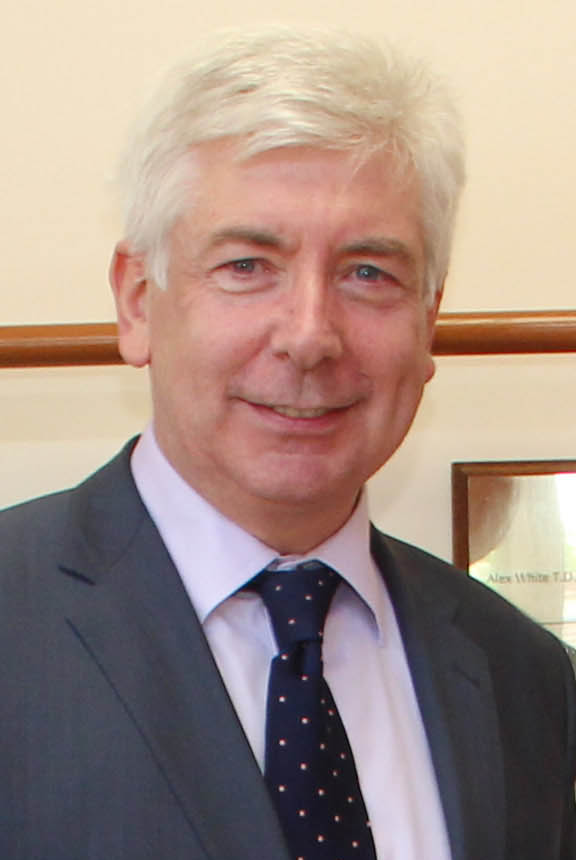
Alex White, 2014

Alex White (* 3. Dezember 1953) ist ein irischer Politiker, zwischenzeitlich Kommunikationsminister, und war von 2007 bis 2011 Senator im Seanad Éireann.

## Leben
White studierte am Trinity College in Dublin und besuchte das King's Inns. 1987 wurde er in die Anwaltschaft aufgenommen. White ist als Barrister auf Arbeitsrecht spezialisiert. Zwischen 1984 und 1994 war White bei Radio Telefís Éireann tätig. So produzierte er von 1990 bis 1994 die Gay Byrne Show, verließ aber dann RTÉ, um sich seiner Karriere als Anwalt zu widmen.
2004 wurde er für die Irish Labour Party in das South Dublin County Council gewählt. Nachdem seine Kandidatur 2007 für einen Sitz in den 30. Dáil Éireann scheiterte, wurde White für den Bereich „Erziehung, Kunst, Irische Sprache, Kultur, Literatur“ in den Seanad Éireann gewählt. Sein Mandat im South Dublin County Council wurde von seinem Parteikollegen Paddy Cosgrave übernommen.
Bei den Wahlen von 2011 zog er für die Labour Party ins Parlament ein und wurde Staatsminister im Gesundheitsministerium. Im Juli 2014 unterlag er seiner Konkurrentin Joan Burton bei dem Versuch, in der Nachfolge von Eamon Gilmore den Vorsitz der Labour Party zu übernehmen. Bei der darauf folgenden Kabinettsumbildung wurde er Minister für Energie, Rohstoffreserven und Kommunikation.
Alex White spielte eine zentrale Rolle in der Marriage Equality Campaign im Jahr 2015, bei der es um die Gleichstellung der Gleichgeschlechtlichen Ehe ging.
Am 11. Juli 2014 wurde er im Zuge einer Kabinettsumbildung zum Minister für Kommunikation, Energie und natürliche Ressourcen ernannt.
White verlor bei den Wahlen zum Dáil Éireann 2016 seinen Sitz. Für die Zeit der Regierungsumbildung blieb er allerdings amtierender Minister für seinen Bereich.
Im Juni 2017 wurde er Mitglied im Dún Laoghaire–Rathdown County Council. 
Bei der Europawahl in Irland 2019 wurde er als Kandidat für die Labour Party im Wahlbezirk Dublin aufgestellt. Er verfehlte jedoch die notwendige Stimmenzahl für einen Sitz. 
Seit 2016 arbeitet er wieder als Rechtsanwalt und Senior Counsel. Seit Januar 2023 ist er Generaldirektor des Institute of International and European Affairs.
White ist verheiratet und hat zwei Kinder.